# Monterotondo Marittimo
Ne doit pas être confondu avec Monterotondo.
Monterotondo Marittimo est une commune italienne de la province de Grosseto, dans la région Toscane.

## Géographie
Monterotondo Marittimo se situe dans la partie occidentale des Monts métallifères.

## Histoire
Le village trouve son origine pendant l'époque médiévale. Pendant le XIIIe siècle il passe sous le contrôle du village Massa Marittima. Ensuite, pendant le XIVe siècle il est englobé dans la république de Sienne jusqu'au milieu du XVIe siècle où il sera englobé dans le grand-duché de Toscane.

## Culture
On constate aujourd'hui une forte présence d'étrangers dans le village : ainsi, en décembre selon les données fournies par l'ISTAT on y comptait 216 macédoniens (15,49 % de la population du village), 29 allemands (2,08 %) et 19 roumains (1,36 %).

## Monuments et lieux d'intérêt
- Murailles de Monterotondo Marittimo
- Parc technologique et archéologique des collines métallifères de Grosseto créé en 2002.
- Parco naturalistico delle Biancane (it)
- Lac Boracifero (it)

## Administration
| Période                                  | Période | Identité | Étiquette | Qualité |
| ---------------------------------------- | ------- | -------- | --------- | ------- |
|                                          |         |          |           |         |
| Les données manquantes sont à compléter. |         |          |           |         |

### Hameaux
Frassine, Lago Boracifero.

### Communes limitrophes
Castelnuovo di Val di Cecina, Massa Marittima, Monteverdi Marittimo, Montieri, Pomarance, Suvereto